# Ajn Binjan
Ajn Binjan – miasto w Algierii, w prowincji Ajn ad-Dafla.